# Agapetus sindis
Agapetus sindis là một loài Trichoptera trong họ Glossosomatidae. Loài này có ở miền Ấn Độ - Mã Lai và miền Cổ bắc.